# Vitsa
Vitsa este un oraș în Grecia în prefectura Ioannina.